# Župni dvor u Krapini
Župni dvor (Krapina) je objekt u gradu Krapini zaštićeno kulturno dobro.

## Opis dobra
Župni dvor sagrađen je u drugoj polovini 18. st. na uzvisini uz župnu crkvu sv. Nikole. Katnica s podrumom, građena od opeke i kamena, pravokutnog tlocrta, s glavnim pravilno raščlanjenim pročeljem okrenutim prema jugu. U središnjoj je osi portal u plitko istaknutom rizalitu zaključenom u obliku trokutnog zabata. S obje strane središnjeg hodnika nižu se prostorije, povezane s ulazom kratkim stubištem, dok se onim uz začelni zid, penje na kat. Najveća soba, „palača“, nadsvođena je koritastim svodom, oslikanim freskama, dok je većina ostalih nadsvođena češkim kapama. Organizacija i oblikovanje unutarnjeg prostora i pročelja zadržali su stilske karakteristike baroknog klasicizma iz vremena gradnje.

## Zaštita
Pod oznakom Z-3486 zavedena je kao nepokretno kulturno dobro - pojedinačno, pravna statusa zaštićena kulturnog dobra, klasificirano kao "sakralno-profana graditeljska baština".